# Mesentotoma
Genre
Mesentotoma est un genre de collemboles de la famille des Entomobryidae.

## Liste des espèces
Selon Checklist of the Collembola of the World (version du 9 septembre 2019) :
- Mesentotoma dollfusi (Denis, 1924)
- Mesentotoma exalga Salmon, 1942
- Mesentotoma hispanica Baquero, Arbea & Jordana, 2010
- Mesentotoma hutchinsoni (Denis, 1936)
- Mesentotoma laguna (Bacon, 1913)
- Mesentotoma mauka Christiansen & Bellinger, 1992
- Mesentotoma nani Christiansen & Bellinger, 1992
- Mesentotoma subdollfusi Jacquemart, 1974

## Publication originale
- Salmon, 1942 : New genera and species of New Zealand Collembola. Records of the Dominion Museum Wellington, vol. 1, no 1, p. 55-60.